# Lihulo
Der Lihulo ist ein osttimoresischer Fluss im Verwaltungsamt Iliomar (Gemeinde Lautém).

## Verlauf
Der Lihulo entspringt im Nordosten des Sucos Tirilulo, fließt dann nach Süden entlang eines Teils der Grenze zum Suco Aelebere, bildet dann de Grenze zwischen Tirilolo und Iliomar II, bis er schließlich  in die Timorsee mündet.